# Johann Eberlin von Günzburg
Johann Eberlin von Günzburg (ur. ok. 1470 w Kleinkötz w Bawarii, zm. 1533 w Leutershausen) – niemiecki franciszkanin, autor licznych broszur reformacyjnych.
Eberlin studiował teologię w Ingolstadt. W Heilbronn wstąpił do Zakonu Franciszkanów. Od 1493 był aktywnym kaznodzieją we Fryburgu Bryzgowijskim, od 1519 w Tybindze, a od 1521 w Ulm, gdzie włączył się do ruchu reformacyjnego.
W 1522 zaczął studiować w Wittenberdze nauki Martina Lutra i Philippa Melanchthon. Od 1523 pracował w Bazylei i Rheinfelden. W 1524 roku został kaznodzieją w Erfurcie.

## Wydał następujące prace
- 15 Bundsgenossen, 1521
- Wider die Schänder der Kreaturen Gottes durch Weihen oder Segnen, 1521
- Der 7 frommen, aber trostlosen Pfaffen Klage, 1521
- Mich wundert, daß kein Geld im Land ist, 1524
- Wie sich ein Diener Gottes Worts in allem seinem Tun halten soll, und sonderlich gegen die, denen das Evangelium zuvor nicht gepredigt ist, daß sie sich nicht ärgem, 1525
- Eine getreue Warnung an die Christen in der Burgauischen Mark, sich auch füro zu hüten vor Aufruhr und falschen Predigern, 1525